# Едуард Багдасарјан
Едуард Оганесович Багдасарјан (јерм. Էդուարդ Բաղդասարյան, рус. Эдуард Оганесович Багдасарян; Јереван, 14. новембар 1922 — Јереван, 5. новембар 1987) био је јерменски композитор.
Средњу школу завршио је 1940. у Тбилисију у Грузији. Тамо је 1941. уписао Државни конзерваторијум. У Јереван се преселио 1946. године, где је наставио образовање на тамошњем Државном конзерваторијуму Комитас. Дипломирао је 1950. године клавир са Сарајевим и композицију с Јегиазарјаном. Дипломски рад одрађивао је у Московском дому културе између 1951. и 1953. године. Убрзо након тога се уписао на Факултет музике Музичке школе Романоса Меликјана, а касније је подучавао на Државном конзерваторијуму Комитас. Именован је за народног умјетника Јерменске Социјалистичке Републике 1963. године.
Међу његовим радовима истичу се симфонијска песма (1950), соната за кларинет и клавир (1952), увертира (1953. за симфонијски оркестар), рапсодија за виолину и оркестар (1958), 24 увода за клавир, Шахмат (јерменски за шах; 1960, балет), Пиано цонцерто, романсе, концертна дела, сценска музичка и филмска музка. Написао је и музику за филм Тжвжик (1962) који спада у класику јерменске филмске историје.